# Itiji
Itiji ist ein Verwaltungsbezirk (Ward) des Distrikts Mbeya (CC) in der tansanischen Region Mbeya. Er grenzt im Westen an den Bezirk Itende, im Norden an Nonde, im Nordosten an Maendeleo, im Osten an Sisimba, im Süden an die Bezirke Mabatini und Kalobe.

## Geografie
Itiji ist ein kleiner Bezirk westlich des Zentrums der Regionshauptstadt Mbeya. Die Grenze im Süden bildet ein Quellfluss des Songwe. Die Fläche des Bezirks beträgt 1,8 Quadratkilometer und bei der Volkszählung 2022 lebten hier 4995 Menschen in 1528 Haushalten.

## Gliederung
Der Bezirk besteht aus vier Stadtteilen (Mtaa):
- Mwasanga
- Mbwile
- Itiji
- Makaburini

## Wirtschaft und Infrastruktur
- Bildung: Die Itiji Secondary School ist eine öffentliche Tagesschule mit einer Ausbildung bis zur 4. Stufe.[6]
- Gesundheit: In Itiji befindet sich eine staatliche Apotheke.[7]